# 早見和真の『リトルトーキョーはいらない』
『早見和真の『リトルトーキョーはいらない』』（はやみかずまさの リトルトーキョーはいらない）は、エフエム愛媛で2018年4月2日未明（4月1日深夜）-2021年3月29日未明（3月28日深夜）に、月曜未明（日曜深夜）1:00-1:30に放送していたラジオ番組。
その後、MCの早見が愛媛県を離れることが決まった2022年5月2日未明（5月1日深夜）1:00-5:00に「FM愛媛　GW特別番組 早見和真の『リトルトーキョーはいらない』サヨナラ愛媛スペシャル」として生放送の特別番組が放送された。

## 概要
早見は、2016年、出身地である神奈川県から愛媛県に移住し、松山市を拠点として小説・随筆など様々な文学作品を発表し、その創作活動の一環として、FM愛媛で早見のワンマントーク番組を3年間にわたって展開した。
レギュラー放送終了から1年が経過した2022年春、早見は6年間住み慣れた愛媛県を離れることになり、2022年5月2日未明に、この番組の構成作家を務めた森慶一やゲストを交えて、その愛媛県民に対するお礼の意味を込めた特別放送が、早見を支援した数多くの地元企業・協賛・個人らの41の団体・個人の協賛を交えて実施された。特にこの協賛スポンサー各社のフレーズ読みは、早見自らが誠心誠意を込めて考えたキャッチコピーを交えて読み上げた。